# Krankensalbung
Die Krankensalbung oder heilige Ölung ist eine in vielen Kirchen praktizierte Handlung, die an Kranken vollzogen und vor allem mit Anweisungen aus dem 5. Kapitel des Jakobusbriefes begründet wird. In der römisch-katholischen Kirche, den altkatholischen und den orthodoxen Kirchen gilt die Krankensalbung als Sakrament. Früher wurde die Krankensalbung in der katholischen Kirche als Letzte Ölung bezeichnet; innerhalb der anthroposophisch orientierten Christengemeinschaft wird sie auch heute noch so genannt. Evangelisch-Freikirchliche Gemeinden praktizieren die Krankensalbung als Ältestendienst nach Jakobus 5. Auch lutherische, reformierte und unierte Kirchen sehen zum Teil für die Krankenseelsorge wieder eine Salbung vor, die jedoch nicht als Sakrament verstanden wird.
Auch in der Kirche Jesu Christi der Heiligen der Letzten Tage wird eine entsprechende Salbung vor einem Krankensegen vorgenommen.

## Biblischer Bezug
Das Neue Testament stellt, wie bereits das Alte Testament, Krankheit und Leid in einen Bezug zu Gott als dem Herrn über Krankheit und Heilung. Von Jesus von Nazaret erzählen die Evangelien zahlreiche Krankenheilungen; im heilenden Wirken Jesu wird das Reich Gottes erfahrbar (Lk 11,22 , Lk 7,18–22 ). Jesus trug seinen Jüngern auf, Kranken beizustehen und sie zu heilen (Lk 10,9 ). Die Jünger taten dies und verwendeten dabei als Zeichen auch ein seinerzeit übliches Mittel zur Wundheilung, die Salbung mit Öl (Mk 6,12–13 ).
Der Brief des Jakobus lässt erkennen, dass in der christlichen Gemeinde in den letzten Jahrzehnten des ersten christlichen Jahrhunderts die Praxis der Krankensalbung bestand:

„Ist einer unter euch krank, dann rufe er die Ältesten der Gemeinde zu sich; sie sollen Gebete über ihn sprechen und ihn im Namen des Herrn mit Öl salben. Das gläubige Gebet wird den Kranken retten und der Herr wird ihn aufrichten; und wenn er Sünden begangen hat, werden sie ihm vergeben.“

Der Kranke wird als jemand gekennzeichnet, der ἀσθενεῖ astheneī ‚schwach, krank ist‘, also offenbar ans Haus gebunden, aber er kann noch nach den Ältesten rufen; er ist (Vers 15) κάμνων kámnōn ‚ermüdet‘, aber nicht sterbend. Er ruft nach den „Ältesten der Gemeinde“, also den Mitgliedern des kollegialen Leitungsgremiums, die „nicht aufgrund einer charismatischen Heilungsgabe, sondern kraft ihres Amtes zum Handeln am Kranken befähigt sind“. Salbung und Gebet gehören zusammen; vorrangiges Tun ist das Gebet „über den Kranken hin“ (ἐπ' αὐτόν ep autón), die „Salbung im Namen des Herrn“ hat begleitende Funktion (ἀλείψαντες aleípsantes ‚während sie salben‘), sie ist Symbolhandlung und nicht medizinische Anwendung. Die Wirkung des Handelns erwächst aus dem Gebet. Dadurch wird ein magisches Verständnis der Salbung ausgeschlossen.

## Geschichte der Krankensalbung
Aus der Zeit bis zum frühen Mittelalter sind wenige Gebete überliefert, die zur Segnung des Salböls für die Krankensalbung gesprochen wurden, jedoch keine eigentlichen liturgischen Ordnungen. Im altkirchlichen Sprachgebrauch wurde nicht die Salbung, sondern das geweihte Öl (griech. μύρον míron, auch ἒλαιον νοσούντων élaion nosoúntōn „(Oliven)Öl der Kranken“, lateinisch pinguedo olivae „Fett der Olive“ oder oleum benedictum „geweihtes Öl“) als „Sakrament“ bezeichnet. Die Gläubigen brachten Öl mit in die Kirche, wo es vom Bischof oder Priester am Ende des Hochgebets der heiligen Messe gesegnet wurde. Ab dem 5. Jahrhundert wurde das Öl im römischen Ritus am Gründonnerstag vom Bischof geweiht und konnte danach von den Gläubigen mitgenommen oder bei Bedarf abgeholt werden. Bis ins 8. Jahrhundert hatten Laien die Möglichkeit, das geweihte Öl zu Hause aufzubewahren und bei sich oder bei kranken Familienangehörigen anzuwenden, die Salbung konnte aber auch vom Priester vorgenommen werden. Man salbte möglicherweise die erkrankten Körperstellen oder den ganzen Körper. In der ältesten Zeit wurde das Öl wahrscheinlich auch getrunken.
Ein im 5. Jahrhundert entstandenes, auf ältere koptische Vorlagen zurückgehendes Gebet zur Weihe des Krankenöls („Emitte, quaesumus, Domine“) ist noch heute nur leicht verändert Bestandteil der Liturgie der Ölweihe, die am Gründonnerstag oder einem anderen Tag der Karwoche in römisch-katholischen Kathedralkirchen stattfindet:

„Sende, wir bitten dich, Herr, den Heiligen Geist, den Parakleten, vom Himmel auf dieses Fett der Olive, das du vom grünen Holz zur Stärkung des Geistes und des Leibes hervorbringen ließest. Und dein heiliger Segen sei jedem, der sich damit salbt, davon kostet und es berührt, Schutz des Leibes, der Seele und des Geistes, der alle Schmerzen, alle Schwächen und jede Krankheit des Leibes vertreibt, [dieses Öl,] womit du Priester, Könige, Propheten und Märtyrer gesalbt hast.“

Bis zum frühen Mittelalter war die Praxis der Krankensalbung zurückgegangen. Bischof Jonas von Orléans (818–843) beklagte, viele Christen hätten sie aus Unwissenheit oder Sorglosigkeit aufgegeben und gingen stattdessen zu Wahrsagern und Zauberern. Im 9. Jahrhundert erkannten die Bischöfe verbreitet die Bedeutung der Krankensalbung für die Seelsorge und setzten sich für ihre Aufwertung ein. Die Salbung von Kranken durch Laien wurde von der Kirche verboten, da das Öl genus sacramenti „eine Art Sakrament“ sei und in die Hand des Priesters gehöre. Doch auch unter Priestern war das Sakrament vernachlässigt worden. Daher drängten die Bischöfe und Synoden dazu, das Sakrament wenigstens an Sterbende zu spenden. Die Salbung wurde in den Sakramentaren des 9. Jahrhunderts neben der Beichte und den Sterbegebeten verbindlich in die Sterbeliturgie aufgenommen (Ordines ad visitandum et unguendum infirmum „Ordnungen zum Besuch und zur Salbung eines Kranken“), bei den Begleittexten zur Salbung trat der Aspekt der Buße gegenüber dem der Heilung mehr und mehr in den Vordergrund. Gesalbt wurden meist die fünf Sinne, die Füße und die Lenden des Kranken. Zum Ritus gehörte in der Regel auch die Handauflegung.

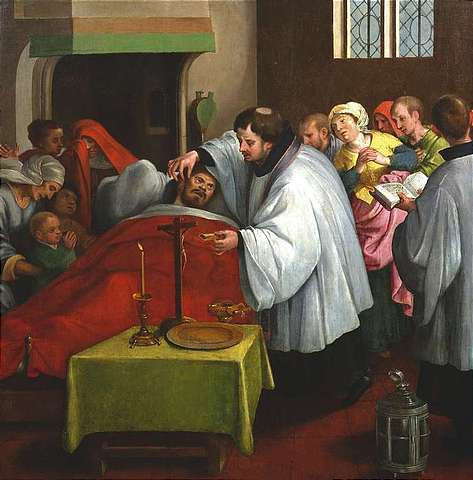
Die Sterbesakramente (unbekannter niederländischer Maler, um 1600)

Im Hochmittelalter kam für die Krankensalbung die Bezeichnung extrema unctio („Letzte Ölung“) auf. Aus der Anweisung, die Krankensalbung wenigstens den Sterbenden zu spenden, hatte sich die Praxis entwickelt, sie nur den Sterbenden zu erteilen. Dies wurde von der spekulativen Theologie, vermutlich ohne Wissen um die historischen Wurzeln, ausgefaltet und hatte so wieder stabilisierende Funktion auf die Praxis. Die Theologen der Scholastik sahen in der Krankensalbung die „Beseitigung aller Hindernisse vor dem Eingang in die himmlische Glorie“ – im 19. Jahrhundert dann auch als „Todesweihe“ bezeichnet –, ihre Spendung war „die Vollendung des kirchlichen Bemühens um die Heilung der Seele“ am Lebensende. Petrus Lombardus sprach von unctio in extremis („Salbung in den letzten [Augenblicken des Lebens]“), Albertus Magnus von unctio exeuntium („Salbung der Sterbenden“). Erst im 20. Jahrhundert setzte sich die Bezeichnung unctio infirmorum („Salbung der Kranken“) durch, die den aus der Tradition der Alten und der frühmittelalterlichen Kirche bekannten Zeugnissen wie auch den heute noch verwendeten liturgischen Texten mehr entspricht.
An der „falschen Praxis“ und dem darauf aufbauenden „spektakulären Gedankengebäude“ der Scholastik übten der byzantinische Theologe und Erzbischof Symeon von Thessaloniki († 1429) und ein Jahrhundert später die Reformatoren Kritik. Martin Luther wandte sich unter Berufung auf den Jakobusbrief in seiner Schrift De Captivitate Babylonica Ecclesiae 1520 entschieden gegen die Umdeutung der Krankensalbung in ein Sterbesakrament und weigerte sich, es in der praktizierten Form als auf Jesus zurückgehendes Sakrament zu akzeptieren.
Das Konzil von Trient verteidigte die Sakramentalität der Krankensalbung und die katholische Praxis als der Bibel nicht widersprechend. „Die Begrifflichkeit [der Konzilsentscheidung] bleibt im Rahmen der Auffassung, die in der Krankensalbung vor allem eine spirituelle Hilfe am Lebensende sehen wollte, freilich ohne dass eine dogmatische Festlegung in Richtung auf ein Sterbesakrament hin erfolgt ist.“ Der 1566 erschienene Catechismus Romanus fasste den Zeitraum der Sakramentenspendung weit und forderte zwar lebensgefährliche Krankheit – nicht Lebensgefahr allein, etwa auf Reisen oder vor einer Hinrichtung –, aber es dürfe nicht gewartet werden, bis keine Hoffnung auf Genesung mehr bestehe. Diese Weisung blieb in der Praxis jedoch weitgehend unbeachtet. Das Rituale Romanum von 1925 verschärfte sogar die Formulierung früherer Ritualien: Statt „dass Todesgefahr zu drohen scheint“ (ut mortis periculum imminere videatur) hieß es jetzt „sich aufgrund von Krankheit oder Altersschwäche in Todesgefahr befindet“ (ob infirmitatem vel senium in periculo mortis versetur).

## Krankensalbung in der römisch-katholischen Kirche

### Voraussetzung
Der Kranke muss selbst den Wunsch nach dem Empfang des Sakraments äußern. Ist er dazu nicht mehr in der Lage, so kann auch ein Angehöriger oder Freund seinem vermutlichen Wunsch gemäß darum bitten. Pflegekräften und Ärzten ist es aufgrund ihrer Schweigepflicht nicht erlaubt, so dass es nützlich sein kann, einen entsprechenden schriftlichen Vermerk am Ausweis bei sich zu tragen: „Bei Todesgefahr bitte einen katholischen Priester rufen.“ Seit der Lockerung der Sterbehilfe kann die Spendung des Sakramentes etwa im Fall eines assistierten Suizids auch verweigert werden. So sprach sich der Bischof von Chur, Vitus Huonder, gegen die Spendung der Krankensalbung aus, wenn nur der Verdacht auf eine nachfolgende Sterbehilfe bestehe; er lehnte die Krankensalbung auch im Fall einer Palliativversorgung ab, da sie nach seiner Meinung unter Umständen dem natürlichen Vorgang des Sterbens und damit Gottes Schöpferwillen widerspräche. Er berief sich auf die von der Dikasterium für die Glaubenslehre herausgegebene Erklärung der Kongregation für die Glaubenslehre zur Euthanasie – Iura et bona (5. Mai 1980).

### Ablauf
Die Krankensalbung wird als ein sakramentales Mittel der Stärkung und Ermutigung verstanden. Sie soll in schwerer Krankheit Anteil am Heiligen Geist schenken und in dem Kranken Vertrauen auf die göttliche Barmherzigkeit wecken. Nach katholischem Verständnis hat sie eine Sünden vergebende Wirkung und verbindet den Kranken mit dem Leiden, dem Kreuz und der Auferstehung Jesu Christi.

„Durch die heilige Krankensalbung und das Gebet des Priesters empfiehlt die ganze Kirche die Kranken dem leidenden und verherrlichten Herrn, dass er sie aufrichte und rette (vgl. Jak 5,14–15 ), ja sie ermahnt sie, sich aus freien Stücken mit dem Leiden und dem Tode Christi zu vereinigen (vgl. Röm 8,17 ; Kol 1,24 ; 2 Tim 2,11–12 ; 1 Petr 4,13 ) und so zum Wohle des Gottesvolkes beizutragen.“

Die frühere offizielle Bezeichnung der Krankensalbung als Letzte Ölung ist volkstümlich auch heute noch in Gebrauch. Die zutreffende Bezeichnung, die auch die Konstitution des Zweiten Vatikanischen Konzils über die Liturgie der Kirche „Sacrosanctum Concilium“ (Nr. 73) verwendet, ist jedoch Krankensalbung. In diesem Sinn hat das Konzil beschlossen, den Ritus und die Deutung dieses Sakraments zu erneuern. Mit der Apostolischen Konstitution „Sacram Unctionem Infirmorum“ erteilte Papst Paul VI. am 30. November 1972 die Approbation zur erneuerten Form der Krankensalbung.
Die Krankensalbung ist bestimmt für Menschen, „die sich wegen Krankheit oder Altersschwäche in einem bedrohlich angegriffenen Gesundheitszustand befinden“; das Sakrament kann wiederholt empfangen werden, wenn der Kranke zwischenzeitlich wieder zu Kräften gekommen war oder bei Fortdauer derselben Krankheit eine Verschlechterung eintritt.

### Sakramentale Handlung und Form

#### Aktueller Ritus
- Eröffnung
  - Gruß, Besprengung mit Weihwasser, Einführung
  - Allgemeines Schuldbekenntnis mit Vergebungsbitte (oder Beichte)
- Wortgottesdienst
  - Lesung (evtl. mit Erklärung)
  - Fürbitten
- Sakramentale Feier
  - Handauflegung
  - Weihe des Öls bzw. Dankgebet über das Öl
  - Salbung von Stirn und Händen
  - Gebet nach der Salbung
- Abschluss
  - Vater unser
  - evtl. Kommunion
  - Segen

Gesalbt werden Stirn und Hände des Kranken, im Notfall genügt die Salbung der Stirn oder, falls das durch besondere Umstände nicht möglich sein sollte, eine andere, besser geeignete Stelle des Körpers. Zur Salbung mit dem Krankenöl spricht der Priester: „Durch diese heilige Salbung helfe dir der Herr in seinem reichen Erbarmen, er stehe dir bei mit der Kraft des Heiligen Geistes: Der Herr, der dich von Sünden befreit, rette dich, in seiner Gnade richte er dich auf.“

#### Ablauf bis 1975
Nach der vor der Liturgiereform des Zweiten Vatikanischen Konzils geltenden Liturgie war die Salbung der Sinne in der Form vorgesehen, wie sie für den deutschen Sprachraum bis zum Erscheinen des liturgischen Buches Die Feier der Krankensakramente. Die Krankensalbung und die Ordnung der Krankenpastoral in den katholischen Bistümern des deutschen Sprachgebietes 1975 vorgeschrieben war: Gesalbt wurden die Sinnesorgane (Augen, Ohren, Nase, Mund, Hand, Füße) mit dem Öl oder – falls dies nicht möglich ist – die Stirn. Die Salbung der Nieren war 1925 entfallen, die Salbung der Füße konnte entfallen.
Der Priester sprach auf Latein die Worte Per istam sanctam Unctionem et suam piissimam misericordiam indulgeat tibi Dominus quidquid per visum (auditum …) deliquisti. Amen. („Durch diese heilige Salbung und seine mildreichste Barmherzigkeit lasse dir der Herr nach, was du durch Sehen (Hören, Riechen, Schmecken und Reden, Berühren, Gehen) gesündigt hast. Amen“); bei Salbung der Stirn wurde diese Formel abgeändert „… was immer du gesündigt hast“. Anstelle der Handauflegung streckte der Priester lediglich die rechte Hand über den Kranken aus.

### Materie der Krankensalbung
Bei der Krankensalbung wird nicht Chrisam, sondern Krankenöl (geweihtes Olivenöl, im Notfall ein anderes Pflanzenöl) verwendet. Dieses Krankenöl (lat.: oleum infirmorum) wird jedes Jahr in der Chrisammesse am Morgen des Gründonnerstags oder an einem früheren osternahen Tag vom Bischof in Konzelebration mit seinem Presbyterium geweiht und danach in die Pfarreien der Diözese verteilt. Dort soll es, zusammen mit den anderen heiligen Ölen zu Beginn der Messe vom Letzten Abendmahl am Gründonnerstag oder zu einem anderen geeigneten Zeitpunkt feierlich in die Kirche hineingetragen und seine Bedeutung der Gemeinde jährlich aufs Neue erklärt werden.
Der Bischof kann das Krankenöl in jeder von ihm geleiteten Feier der Krankensalbung weihen. In Notsituation darf jeder Priester, der die Krankensalbung vollzieht, innerhalb dieser Feier das Krankenöl weihen.

### Spender der Krankensalbung
Das Sakrament wird durch den zuständigen Pfarrer gespendet. Kann die Erlaubnis des Ortsbischofs angenommen werden, dürfen es auch andere Priester spenden. Im Notfall darf und soll dieses Sakrament jedoch jeder Priester spenden. Im Codex Iuris Canonici heißt es dazu: „Die Krankensalbung spendet gültig jeder Priester, und nur er.“ Wichtig für das Zustandekommen des Sakraments ist die entsprechende Absicht („Intention“) des Spenders, das Sakrament spenden zu wollen.
Als Begründung dafür, dass ausschließlich Priester die Krankensalbung spenden dürfen, wird Jak 5,14 angeführt:

„Άσθενεῖ τις ἐν ὑμῖν, προσκαλεσάσθω τοὺς πρεσβυτέρους τῆς ἐκκλησίας καὶ προσευξάσθωσαν ἐπ’ αὐτὸν ἀλείψαντες αὐτὸν ἐλαίῳ ἐν τῷ ὀνόματι τοῦ κυρίου.“

„Ist einer unter euch krank, dann rufe er die Ältesten der Gemeinde zu sich; sie sollen Gebete über ihn sprechen und ihn im Namen des Herrn mit Öl salben.“

Der Liturgiewissenschaftler Andreas Odenthal verweist darauf, dass „πρεσβύτεροι“ (‚Älteste‘) hier „Priester“ bedeute. Zudem bestehe nur dann, „wenn ein Priester die Krankensalbung spendet, […] für den Kranken oder Sterbenden auch die Möglichkeit, die Beichte abzulegen“.

### Versehgang und Sterbesakramente

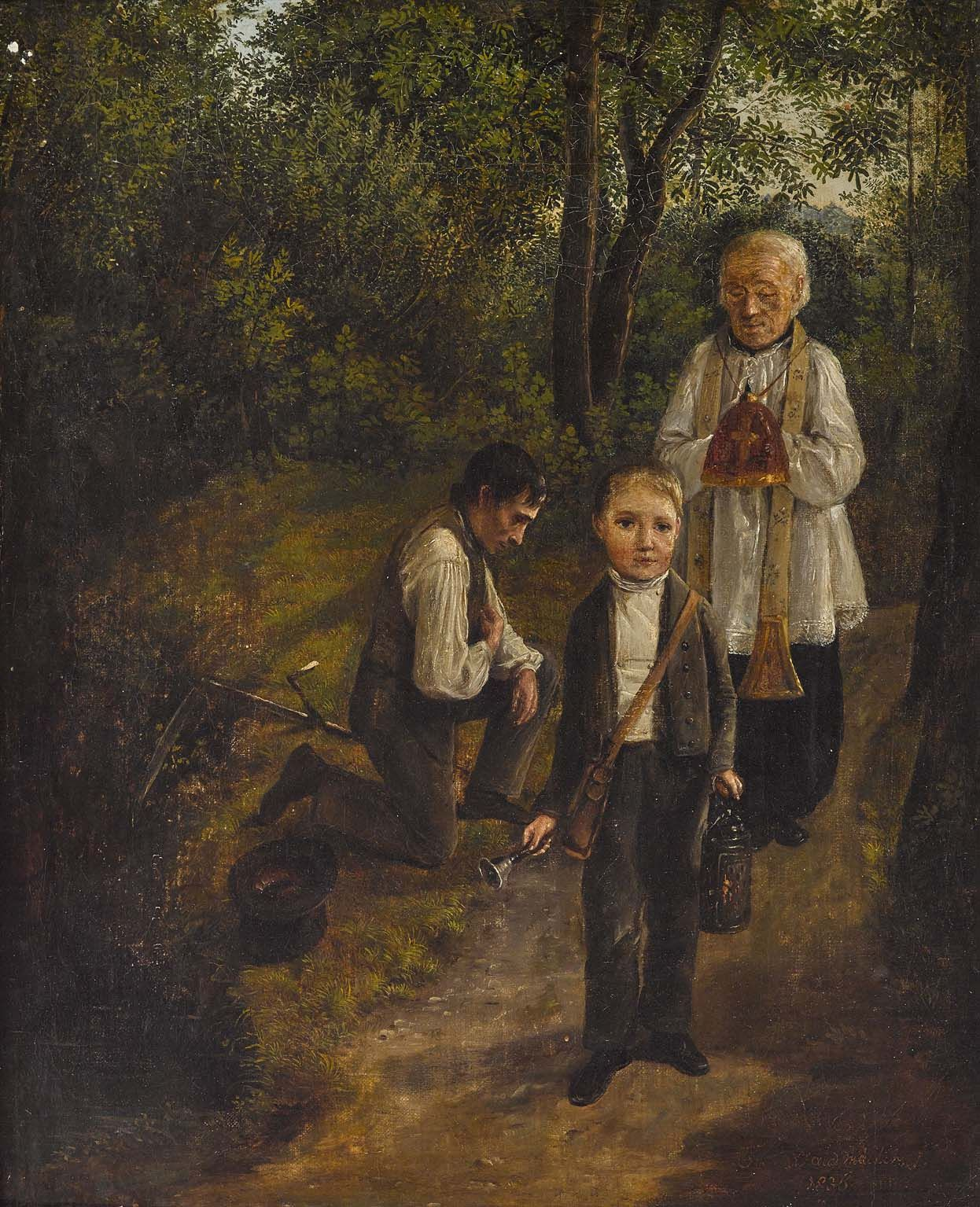
Ferdinand Waldmüller (Sohn): Der Versehgang, Österreich, 1836

Wird die Krankensalbung Sterbenden gespendet, so wird der Kranke, soweit er hierzu jeweils noch in der Lage ist, auch mit den Sakramenten der Buße (vor der Krankensalbung) und der als Wegzehrung gespendeten Kommunion (nach der Krankensalbung) versehen (daher der Name „Versehgang“). Wenn der Kranke nicht mehr in der Lage ist, die Kommunion unter der Gestalt des Brotes zu empfangen, kann sie ihm auch unter der Gestalt des Weines gereicht werden. Gemäß vom Papst erteilter Vollmacht spendet der Priester zusätzlich den mit vollkommenem Ablass verbundenen apostolischen Segen. Ist der Sterbende nicht gefirmt, kann ihm der Priester auch dieses Sakrament spenden. Man spricht in diesen Fällen von den Sterbesakramenten.
In früheren Jahren ging in ländlichen Gebieten bei einem solchen Versehgang der Priester in Chorkleidung in Begleitung eines Ministranten zum Haus des Kranken, der Ministrant trug ein Licht und eine kleine Schelle, um Entgegenkommende auf die Gegenwart des Allerheiligsten aufmerksam zu machen. Heute kommt der Priester meist allein ins Haus, zur Spendung der Krankensalbung soll sich aber, wo immer möglich, eine kleine Gemeinde versammeln. Im Haus des Kranken soll, wenn möglich, ein mit einem weißen Tuch bedeckter Tisch für die heiligen Öle, Kerzen, ein Kruzifix und ein Gefäß mit Weihwasser mit Aspergill oder einem Zweig zum Besprengen mit Weihwasser bereitgestellt werden. Hierzu war in den Familien vielfach eine sogenannte Versehgarnitur mit den nötigen Ausstattungsgegenständen vorhanden.

## Byzantinischer Ritus

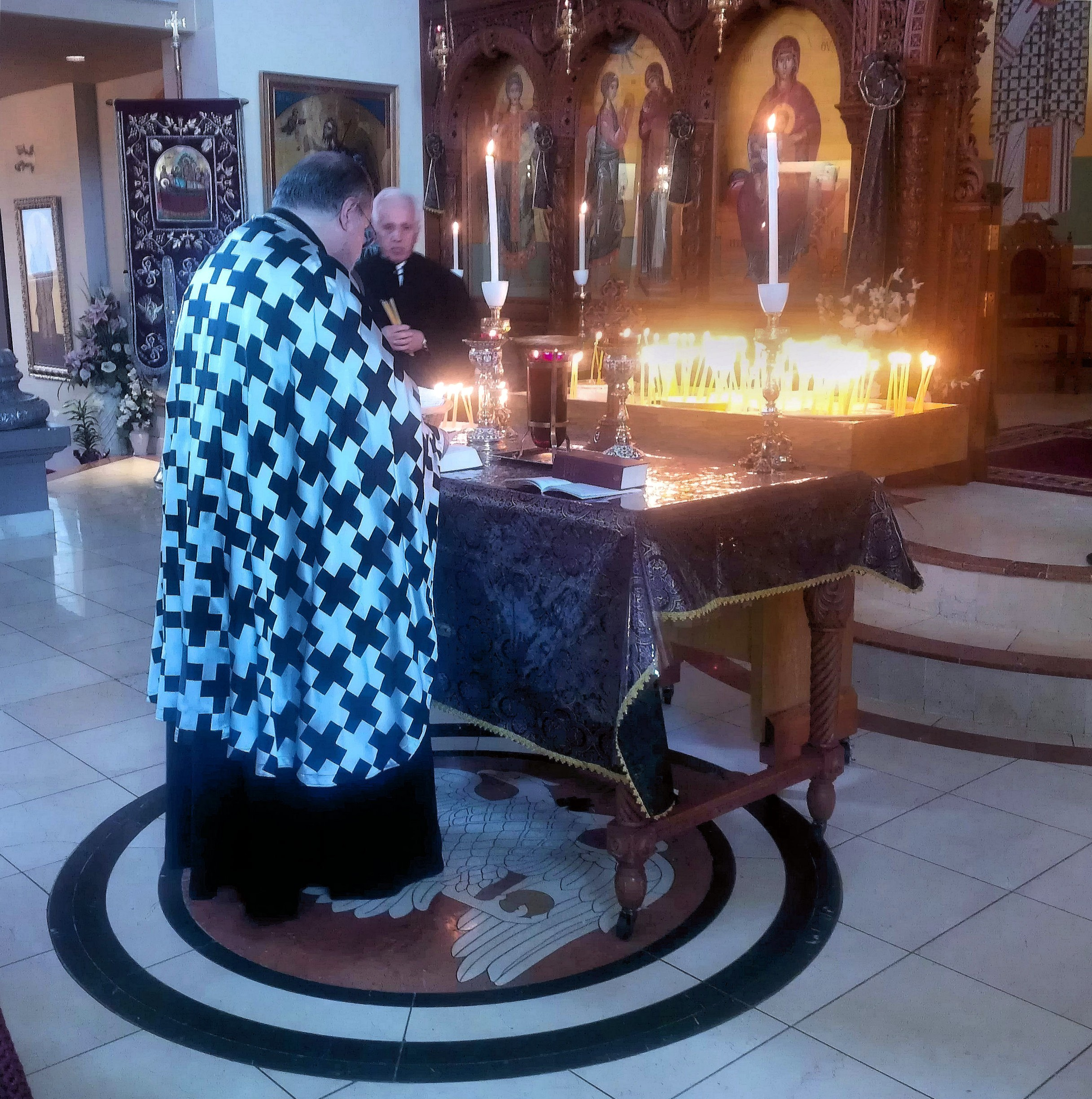
Spendung des Sakraments der Krankensalbung im byzantinischen Ritus am Mittwoch der Karwoche

In den orthodoxen Kirchen wird die Krankensalbung am Nachmittag des Mittwochs der Karwoche gespendet. Nicht nur Kranke, sondern alle Gläubigen können das Sakrament empfangen, und im Vordergrund steht die Sündenvergebung als Wirkung des Sakramentes. Auch die Spendung an einem anderen Tag oder an einen einzelnen Kranken in dessen Wohnung ist möglich, allerdings auch dann immer in Gemeinschaft. Die Salbung wird jedem Empfänger nacheinander von sieben Priestern gespendet, in kleineren Gemeinden können es auch nur zwei oder drei Priester sein, im Notfall einer.
Auf einem Tisch werden ein Ölgefäß bereitgestellt, in welches Salböl und Wein oder Wasser gegossen werden (vgl. Lk 10,34 ), ferner ein Evangeliar und eine Schüssel mit Weizen oder Mehl als Sinnbild des aufkeimenden Lebens (Joh 12,24 ). Die Feier beginnt in der Vollform mit einem verkürzten Morgengebet (Ὂρθρος Órthros) aus dem kirchlichen Stundengebet. Die Priester tragen Kerzen in den Händen, das Öl, die Kirche und alle Anwesenden werden mit Weihrauch beräuchert. Dann wird das Öl mit einer Fürbittlitanei und einem Segensgebet gesegnet: „Dass dieses Öl durch die Kraft, die Wirksamkeit und das Herabkommen des Heiligen Geistes gesegnet werde, lasset zum Herrn uns beten.“ Das Öl möge „denen, die damit gesalbt werden, zur Heilung und zur Vertreibung jedes Leides, der Befleckung des Leibes und des Geistes und jeden Übels“ gereichen, damit dadurch der Name Gottes verherrlicht werde.
Jeder Priester hält vor der Salbung jedes Gläubigen einen kurzen Wortgottesdienst, bestehend aus Schriftlesung, einer kurzen Litanei, der Salbung und einem Gebet. Die Salbung geschieht mit einem mit Baumwolle umwickelten Zweig auf Stirn, Nasenflügel, Wangen, Mund, Brust sowie Innen- und Außenseite der Hände. Am Ende der Feier wird dem Kranken mit einem Gebet das Evangeliar auf das Haupt gelegt. Verkürzungen im Ablauf sind möglich und üblich.

## Koptischer Ritus
Empfänger der Krankensalbung im koptischen Ritus – genannt „Feier der Lampe“ oder „Gebet der Lampe“ – ist jemand, der körperlich krank ist; die Salbung kann beliebig oft wiederholt werden, auch während derselben Krankheit. In der Regel wird das Sakrament heute im Haus des Kranken gespendet. Als es früher in der Kirche gespendet wurde, kam es missbräuchlich vor, dass bettlägerige Kranke jemand anders in die Kirche schickten, um das Sakrament stellvertretend zu empfangen.
Zur Spendung des Sakraments versammelten sich traditionell sieben Priester, heute ist jedoch die Spendung durch einen Priester üblich. Der Kranke soll vorher das Bußsakrament empfangen. Im Raum der Krankensalbung muss ein Leuchter mit sieben Lampen oder eine Lampe mit sieben Dochten stehen, notfalls ein Teller mit Öl, in das sieben Dochte gesteckt werden. Im Verlauf der Liturgie werden die Lampen nacheinander von den sieben Priestern oder dem einen nach jedem Gebet entzündet.
Die Krankensalbung besteht aus sieben „Gebeten“ mit jeweils kurzem Wechselgebet, Schriftlesung aus Altem und Neuem Testament und Gebet um Heilung von den leiblichen und seelischen Krankheiten sowie der Bitte um Sündenvergebung. Das erste der Gebete ist ein längeres Einleitungsgebet mit mehrfachem Einschub von Kyrie eleison sowie der Weihe des Öls. Nach zwei weiteren Gebeten wird der Kranke gesalbt, in der Regel auf Stirn, Brust und Adern der inneren Handwurzeln. Die Feier schließt mit Abschlussgebeten. Auch können alle Anwesenden eine einfache Salbung mit dem Öl erhalten, vergleichbar der Besprengung mit Weihwasser im römischen Ritus.

## Anglikanische Kirchen
Im anglikanischen Book of Common Prayer von 1549 war ein Salbungsritus enthalten, der im Zusammenhang mit einem Krankenbesuch vollzogen werden konnte. In der zweiten Auflage des Buches von 1552 war unter dem Einfluss des deutschen Reformators Martin Bucer der Abschnitt über die Krankensalbung entfallen. Im 18. und dann besonders im 19. (Oxford-Bewegung) und 20. Jahrhundert (Provinz Canterbury, 1935 und Provinz York, 1936) gab es Versuche, die Krankensalbung im Rahmen der Krankenseelsorge wieder zu beleben. Handauflegung und Salbung verstand man als Formen des kirchlichen Heilungsdienstes; die Salbung geschah vorwiegend an ernsthaft Kranken. Der Empfänger sollte vorher seine Sünden bekennen und die Lossprechung erhalten.
In der Church of England ist seit 1983 die Handauflegung mit Gebet und Salbung (The Laying on of Hands with Prayer, and Anointing) liturgisch zugelassen. Die Riten sind eingebunden entweder in die Eucharistiefeier (Holy Communion) oder das Stundengebet (Laudes oder Vesper). In der Holy Communion vollzieht der Priester den Ritus, außerhalb der Eucharistiefeier auch ein Diakon oder ein Laie. Die Handauflegung kann auch ohne Salbung stattfinden. Die Salbung wird als sakramentale Feier angesehen und vornehmlich gespendet, wenn der Kranke sich in einer Krise befindet. Gesalbt wird mit Olivenöl, das vom Bischof oder vom Priester geweiht wurde, indem ein Kreuzzeichen auf die Stirn gezeichnet wird. Die Handauflegung erfolgt mit einem Gebet oder, wenn die Salbung folgt, auch schweigend. Zur Salbung kann folgender Text gesprochen werden:

„N., ich salbe dich mit Öl im Namen unseres Herrn Jesus Christus. Unser himmlischer Vater mache dich heil an Leib und Seele und schenke dir die innere Salbung mit deinem Heiligen Geist, dem Geist der Kraft, der Freude und des Friedens. Amen.“

Seit 1991 wird für die Spendung an Sterbende ein geänderter Text verwendet, der auf die Bitte um körperliche Heilung verzichtet. Nach der Salbung soll dem Sterbenden, falls möglich, die Wegzehrung gereicht werden, es folgen die Sterbegebete.
Ähnliche Agenden existieren auch für die Episkopalkirche der Vereinigten Staaten von Amerika (1979) und andere Gliedkirchen der Anglikanischen Gemeinschaft.

## Altkatholische Kirche
In den Bistümern der Utrechter Union wird die Krankensalbung (hier oft als das Sakrament der Stärkung bezeichnet) durch einen Priester oder eine Priesterin bzw. durch einen Diakon oder eine Diakonin gespendet. Dabei betet die zelebrierende Person zunächst um Stärkung der Empfängerin des Sakraments durch den Heiligen Geist. Danach legt er oder sie der empfangenden Person in Stille die Hand auf. Anschließend salbt die zelebrierende Person die Stirn und die Innenfläche der Hände mit den Worten:

„Durch das Gebet der Kirche und durch diese Salbung stärke dich der barmherzige Gott, der Vater unseres Herrn Jesus Christus, im Heiligen Geist. Er richte dich auf und schenke dir sein Heil. Amen.“

Diese Salbung kann am Krankenbett, in einer lebensbedrohlichen Situation (etwa nach einem Unfall), aber auch in einer Eucharistiefeier der Gemeinde vollzogen werden. In diesem Fall wird sie nach Evangeliumslesung und Predigt vor der versammelten Gemeinde vorgenommen und nicht nur Kranken, sondern auch Menschen mit Behinderung, Schwangeren und anderweitig Stärkungsbedürftigen gespendet. Der Empfang des Bußsakramentes (in der altkatholischen Kirche Sakrament der Versöhnung genannt) kann damit verbunden werden, ist aber nicht Bedingung. In Lebensgefahr kann auch durch einen Priester zugleich das Sakrament der Firmung gespendet werden.
Als Materie des Sakramentes wird in der Altkatholischen Kirche ein mit Rosenöl versetztes Olivenöl benutzt, das vom Bischof in einer besonderen Eucharistiefeier während der Fastenzeit zusammen mit den anderen heiligen Ölen, dem Chrisam und dem Katechumenenöl, geweiht wurde.

## Evangelische Kirchen

### Lutherische und unierte Kirchen und Gemeinschaften
In einigen evangelisch-lutherischen und unierten Kirchen und Gemeinschaften wird die Krankensalbung seit der zweiten Hälfte des 20. Jahrhunderts wieder praktiziert.
Hohe Bedeutung hat bei der Seelsorge für Kranke in den evangelisch-lutherischen Kirchen seit jeher die Feier des Abendmahls am Krankenbett. In der Evangelischen Michaelsbruderschaft entstand der Wunsch, dass der Pfarrer bei Kranken und Sterbenden, die das Abendmahl nicht empfangen können, nicht nur beten, sondern auch rituelle Handlungen vornehmen könne. Die Agenda der Bruderschaft von 1949 enthielt ein Formular für den Vollzug einer Salbung ernsthaft Erkrankter mit Olivenöl, für die jedoch die Bezeichnung „letzte Ölung“ abgelehnt wurde. Die Feier beginnt mit dem Friedenswunsch, dem Gebet des Psalms 13 und drei Orationen. Nach der Lesung von Jak 5,14–15  geschieht die Salbung in Kreuzesform auf die Stirn; danach kommen eine Oration und die Segnung des Kranken.
In den folgenden Jahrzehnten enthielten mehrere Agenden Vorschläge zu Salbungsriten, die zum Teil mit Handauflegung, Beichte und Abendmahl verbunden werden konnten. Die Handreichung für den seelsorgerlichen Dienst der Lutherischen Liturgischen Konferenz Deutschlands (1958) enthielt eine Feier mit der Abfolge Friedensgruß – Psalm 23 – Oration – Schriftlesung (Mk 6,7–13  oder Jak 5,14–16) – Litanei – Salbung der Stirn – Oration – Segen. Spätere Agenden (Nordelbische Kirche, 1986; Liturgischer Ausschuss der VELKD, 1990 als Entwurf) bieten jeweils mehrere Varianten und Texte zur Auswahl; gesalbt werden kann in Kreuzesform auf Stirn und Hände. Der Wortlaut der Segensformel, ggf. mit Handauflegung und/oder Salbung, lautet bei Kranken:

„N., du wirst gesegnet (und gesalbt mit Öl) im Namen unseres Herrn Jesus Christus.
Er richte dich auf durch die heilende Macht seiner Liebe.“

Bei Sterbenden heißt es:

„N., du wirst gesegnet (und gesalbt mit Öl) im Namen unseres Herrn Jesus Christus.
Er erbarme sich deiner. Er sei dir gnädig und nehme dich auf in sein ewiges Reich.“

Die Landessynode der Evangelischen Landeskirche in Baden sah 1998 die Salbung von Kranken in Verbindung mit einem voraufgehenden Deutewort als „starkes Zeichen für die Zuwendung Gottes zu den Menschen“, das jedoch nicht als „magisches Geschehen“ missverstanden werden dürfe und „kein drittes Sakrament der evangelischen Kirche“ sei. Gesalbt wird in der Regel zu zweit oder zu dritt. Einer hält das Salbschälchen, während ein anderer die Stirn und die Innenflächen der Hände salbt. Die nicht Salbenden stehen neben der Person, die gesalbt werden möchte, und legen ihr die Hand auf die Schulter.

### Evangelisch-Freikirchliche Gemeinden (Baptisten)
In der Verkündigung und Unterweisung wird die Krankensalbung als zeichenhafte Handlung für das heilende Handeln Jesu Christi der glaubenden Gemeinde angeboten. Wichtig für die Durchführung der Krankensalbung ist in den evangelisch-freikirchlichen Gemeinden, dass der Kranke nach biblischer Anweisung danach verlangt und die Ältesten der Gemeinde zu sich rufen lässt: „Ist einer unter euch krank, so soll er die Ältesten der Gemeinde rufen, damit sie für ihn beten und ihn im Namen des Herrn mit Öl salben.“ (Jakobusbrief 5,14). Eine Ausnahme von dieser Regel wird gemacht, wenn Eltern die Gemeindeältesten zu ihrem erkrankten Kind rufen. Eine Salbung bereits Verstorbener findet jedoch nicht statt.
Spender der Krankensalbung sind in freikirchlichen Gemeinden die Ältesten der Gemeinde. Der Gemeindepastor ist als Mitältester in der Regel bei einer Krankensalbung anwesend, sein Mitwirken ist aber nicht unbedingt erforderlich. Da die neutestamentlichen Bibelstellen, die vom Ältestendienst handeln, immer von einem Ältestenkollegium ausgehen, sollen auch bei der Krankensalbung nach Möglichkeit wenigstens zwei Gemeindeälteste präsent sein.

#### Materie der Krankensalbung
Bei einer freikirchlichen Krankensalbung wird schlichtes Pflanzenöl verwendet, mit dem das Haupt des Kranken (Psalm 23,5 ), manchmal auch der erkrankte Bereich des Körpers gesalbt wird. Das verwendete Öl bedarf keiner besonderen vorherigen Weihe. Es kann aber wohlriechendes Salböl sein.

#### Die Krankensalbung als Handlung
Eine vorgeschriebene Liturgie gibt es hier nicht. In der Regel hat die Krankensalbung jedoch folgenden Verlauf: Sie wird mit einem Gebet und Schriftlesung (Jakobusbrief 5,14–16) eröffnet. Danach berichtet der Kranke auf Nachfragen der Ältesten von seiner Krankheit und deren Verlauf. Die Ältesten und der Kranke bekennen voreinander ihre Schuld (Jak 5,16 ) und sprechen sich gegenseitig im Namen Jesu Vergebung zu. Anschließend wird der Kranke im Namen Jesu mit Öl gesalbt. Die Ältesten legen ihm danach die Hände auf und beten für seine Genesung. Der Psalm 23 und/oder das Vater Unser sowie ein Segenswort beschließen die Krankensalbung.

## Die Christengemeinschaft
Die von der Anthroposophie Rudolf Steiners geprägte Christengemeinschaft bezeichnet die Krankensalbung als „heilige Ölung“ oder „letzte Ölung“. Sie ist ein Sakramentale und bildet die erste Stufe eines vierstufigen „Sterbe- und Todesgeleits.“ Ihr folgen in diesem Ritual die Aussegnung, die Bestattung oder Trauerfeier sowie die Menschenweihehandlung für Verstorbene.

### Bedeutung der heiligen Ölung
Verstanden wird die „heilige Ölung“ als „tiefgreifende Hilfe, in welcher Richtung der Weg des Menschen sich auch wenden mag – zum Tod oder zurück ins Leben“. Sie vermittelt nach Auffassung der Christengemeinschaft ein Dreifaches: die Kraft, die den Geist vom Leib unabhängig macht; den Segen Jesu Christi, der den Tod überwunden hat; das Weggeleit „von Dasein zu Dasein“. Es besteht die Überzeugung, dass die sakramentale Handlung auch bei Bewusstlosigkeit des Sterbenden ihre Wirkung entfaltet. Die „Letzte Ölung“ wird nicht an bereits Verstorbenen vollzogen.

### Die heilige Ölung als Handlung
Allein der ordinierte Priester der Christengemeinschaft hat die Vollmacht, die „Letzte Ölung“ dem Sterbenden zu spenden. In der Regel assistiert ein Ministrant, der bei der Handlung am Sterbebett die Gemeinde vertritt. Der Priester legt vor dem Akt seine Amtstracht an und weiht das Öl, das bei der Salbung verwendet werden soll. Zunächst liest er am Kranken- bzw. Sterbebett das sogenannte Hohepriesterliche Gebet aus den Abschiedsreden Jesu (Joh 17 ), das er in ritueller Sprache vorträgt. Es folgen drei kurze „kultische Sätze“, mit denen die bereits erwähnten Wirkungen der „heiligen Ölung“ ausgesprochen werden und auf die der Ministrant jeweils mit einem „Ja, so sei es!“ antwortet. Danach entnimmt der Priester einer Kapsel mit Daumen und Zeigefinger dreimal Salböl, das er jeweils in Kreuzform auf die Stirn des Sterbenden zeichnet – zunächst über dem rechten Auge, dann über dem linken und schließlich in der Mitte. Damit ist die Handlung, an der auch Verwandte, Freunde sowie Ärzte und Pflegepersonal teilnehmen können, beschlossen.

## Die Kirche Jesu Christi der Heiligen der Letzten Tage
In der Kirche Jesu Christi der Heiligen der Letzten Tage ist die Krankensalbung ein Teil des sogenannten Krankensegens. Salbung und Segnung können an allen Kranken und Bedrängten von Melchisidekischen Priestertumgsträgern vollzogen werden. Die Salbung kann auch weggelassen werden, falls kein geweihtes Öl verfügbar ist.

### Ablauf der Krankensalbung und des Krankensegens
Ein Träger des Melchisidekischen Priestertums gibt zur Krankensalbung dem Empfänger eine kleine Menge des geweihten Öls auf den Kopf, legt ihm beide Hände auf den Kopf, nennt den vollen Namen des Betreffenden, sagt, dass er ihn durch die Vollmacht des Melchisedekischen Priestertums mit Öl salbt, das zum Salben und Segnen von Kranken und Bedrängten geweiht wurde, und schließt im Namen von Jesus Christus.
Dann folgt der Krankensegen. Dieser wird normalerweise von zwei oder mehr Trägern des Melchisidekischen Priestertums vollzogen, kann aber auch von nur einem durchgeführt werden. Hierzu legen die beteiligten Priestertumgsträger dem Kranken die Hände auf den Kopf. Nur einer von ihnen spricht, und zwar nennt er den vollen Namen des Betreffenden, sagt, dass er durch die Kraft des Melchisidekischen Priestertums die Salbung siegelt, spricht Segensworte wie der Heilige Geist sie ihm eingibt und beendet schließlich den Segen im Namen von Jesus Christus.

### Materie der Krankensalbung
In der Kirche Jesu Christi der Heiligen der Letzten Tage wird reines Olivenöl verwendet, das vorher durch einen Träger des Melchisidekischen Priestertums geweiht wurde.
Es gibt keinen festen Text zur Weihung des Öls, aber ein paar Punkte, die erwähnt bzw. eingehalten werden müssen. Derjenige, der das Öl weiht, nimmt dazu das Gefäß mit dem Öl in die Hand, adressiert den Himmlischen Vater im Gebet, sagt, dass er mit der Vollmacht des Melchisedekischen Priestertums handelt, dass er das Öl zur Salbung von Kranken und Bedrängten weiht und beendet das Gebet im Namen von Jesus Christus.

## Authentische Ausgaben
- Die Feier der Krankensakramente. Die Krankensalbung und die Ordnung der Krankenpastoral in den katholischen Bistümern des deutschen Sprachgebietes. 2. Auflage. Benziger u. a., Einsiedeln u. a. 1976, ISBN 3-545-50631-2. – erneuert 1994 durch die bereits 1995 in 2. und mittlerweile 2005 in 3. Auflage erschienene überarbeitet Fassung gleichen Titels:
- Die Feier der Krankensakramente. Die Krankensalbung und die Ordnung der Krankenpastoral in den katholischen Bistümern des deutschen Sprachgebietes. 3. Auflage. Herder u. a., Freiburg im Breisgau u. a. 2005, ISBN 3-451-21794-5.